# Rhodoblastus
Rhodoblastus (лат.) — род бактерий из семейства Bradyrhizobiaceae или Beijerinckiaceae порядка Rhizobiales.

## Классификация
На декабрь 2017 года в род включают 2 вида:
- Rhodoblastus acidophilus (Pfennig 1969) Imhoff 2001typus
- Rhodoblastus sphagnicola Kulichevskaya et al. 2006